# Brattlandet
Brattlandet is een dorp binnen de Zweedse gemeente Kalix. Het staat vormt met Forskaga en Bondeborg een lintbebouwing langs de Kalixälven. Aan de overzijde van Brattlandet ligt Bondersbyn; aan de overzijde van Bondeborg ligt Marieberg.
Bestuurscentrum: Kalix (tätort)
Tätort: Båtskärsnäs · Bredviken · Gammelgården · Karlsborg · Morjärv · Nyborg · Påläng · Risögrund · Rolfs · Sangis · Töre
Småort: Åkroken · Björkfors · Börjelsbyn · Granholmen · Innanbäcken · Innanlandet · Kälsjärv · Lappbäcken · Målson · Månsbyn · Ryssbält · Siknäs · Storön · Stråkanäs · Sören · Vallen · Vånafjärden
Overig: Björkvattnet · Bjumisträsk · Bondersbyn · Brattlandet · Empoberget · Forsbyn · Granån · Grubbnäsudden · Grytnäs · Hällfors · Holmträsk · Hömyrfors · Kamlunge · Klinten · Korpikå · Långfors · Lantjärv · Marieberg · Moån · Östanfjärden · Östra Flakaträsk · Östra Granträsk · Övermorjärv · Räktjärv · Rian · Småkvarn · Sockenträsk · Stora Lappträsk · Storsien · Tjäruträsk · Törböle · Törefors · Västannäs · Västra Flakaträsk · Vitvattnet ·